# Hunslet Large Quarry Class
Die sechs Fahrzeuge der Large Quarry Class von Hunslet sind schmalspurige Tenderlokomotiven, die für den Betrieb im Penrhyn-Steinbruchs in Wales gebaut wurden. Eine weitgehend baugleiche Lokomotiven lieferte Hunslet an einen ebenfalls in Wales gelegenen Granitsteinbruch.

## Geschichte

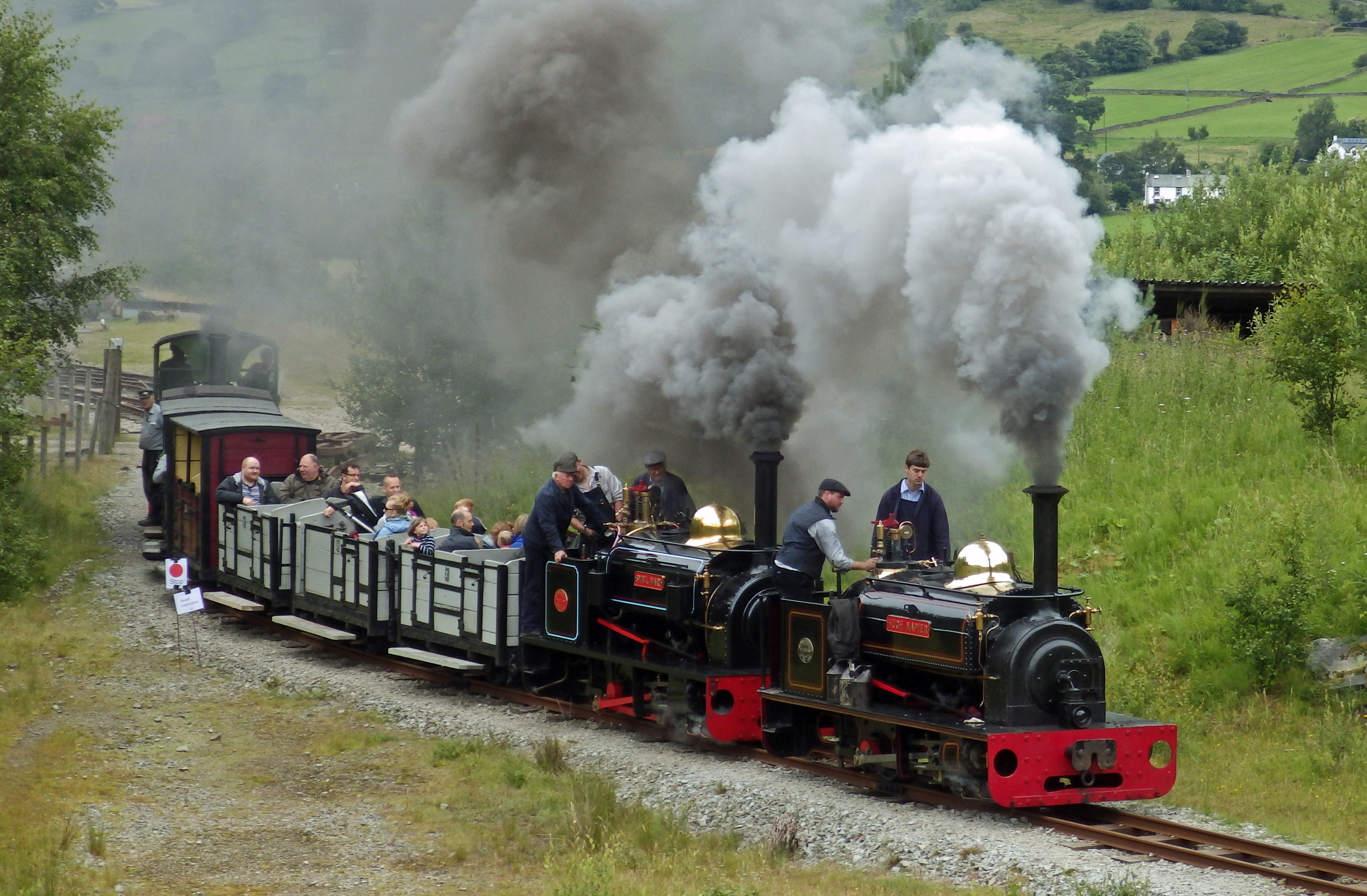
Hugh Napier (855) und Sybil Mary (921) auf der Feldbahn des Threlkeld Quarry and Mining Museum

Die ersten Lokomotive, genannt Hugh Napier wurde 1904 geliefert. Fünf weitere mit den Namen Pamela, Sybil Mary, George Sholto, Gertrude und Edward Sholto folgten zwischen 1906 und 1909. Es waren die letzten von Hunslet an den Penrhyn-Steinbruch gelieferten Lokomotiven.
Wie die kleinere Small Quarry Class wurden die Lokomotiven auf den Galerien innerhalb des Steinbruchs eingesetzt, wo sie die Wagen mit dem herausgebrochenen Gestein zu den Schrägaufzügen bzw. zur Weiterverarbeitung gebracht haben und das nicht benötigte Material zu den Abraumhalden.
1912 lieferte Hunslet eine weitgehend baugleiche Lokomotive an den Yr-Eifl-Granitsteinbruch bei Trefor in Nordwest-Wales. Die Betty genannte Maschine wurde auf der etwa 1,8 km langen Strecke zwischen dem Steinbruch und dem Hafen eingesetzt, nicht jedoch im Steinbruch selbst.
Die Lokomotive Pamela wurde 1951 erheblich umgebaut: Der Kessel musste verschrottet werden, und stattdessen erhielt die Lokomotive den Kessel und das Führerhaus einer Hudswell-Clarke-Lokomotive sowie einen passenden Satteltank. Durch den höherliegenden Kessel und die abweichende Form des Wassertanks änderte sich das Aussehen der Lokomotive erheblich. In dieser Form wurde sie einige Jahre in Port Penrhyn eingesetzt, bis sie 1954 in den Steinbruch zurückkehrte.
Alle sechs Penrhyn-Lokomotiven wurden in der zweiten Hälfte der 1950er Jahre ausgemustert.

## Technik

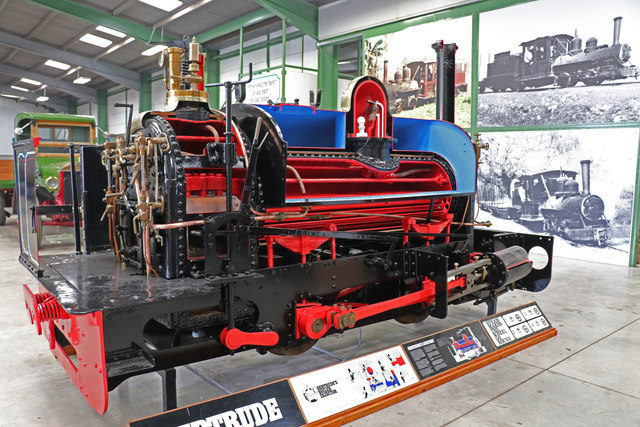
Gertrude im aufgeschnittenen Zustand

Trotz ihrer Bezeichnung, die nur zur Abgrenzung von der Small Quarry Class dient, handelt es sich auch bei den Lokomotiven der „großen“ Klasse um relativ kleine und leichte Maschinen; ihr Gesamtgewicht liegt bei nur 7,6 t. Im Aufbau und in den meisten Dimensionen stimmen die Lokomotiven mit der älteren Port Class überein, jedoch sind Heizfläche und Druck des Kessels etwas größer, und der Zylinderdurchmesser wurde um einen halben Zoll von 178 auf 191 mm erhöht.
Äußerlich können die beiden Klassen am besten am Führerstand unterschieden werden, dessen Boden bei der Port Class gegenüber dem Umlauf abgesenkt ist, bei der Large Quarry Class jedoch nicht. Außerdem wurde der Kessel etwas angehoben.
Die Betty hatte, anders als die Penrhyn-Maschinen, ein Führerhaus sowie vier statt zwei Sandbehälter.

## Verbleib
Alle sechs Maschinen des Penrhyn-Steinbruchs sind erhalten geblieben. Die George Sholto, 1997 umbenannt in Bill Harvey, sowie die Hugh Napier sind in betriebsbereitem Zustand; drei weitere werden derzeit restauriert. Gertrude war mit aufgeschnittenem Kessel im Ontario Science Centre in Toronto ausgestellt und wurde von der Statfold Barn Railway repatriiert.
Die Betty des Yr-Eifl-Steinbruchs wurde 1940 verkauft, im Auftrag des Ministry of Supply repariert und für den Einsatz in einen Steinbruch in Oxfordshire verlegt (in dem auch die WHR-Lokomotive Russell vorübergehend im Einsatz war). 1949 wurde Betty verschrottet.

## Übersicht
| Werk-Nr. | Baujahr | Namen                       | Derzeitiger Standort          | Zustand                                                    |
| -------- | ------- | --------------------------- | ----------------------------- | ---------------------------------------------------------- |
| 855      | 1904    | Hugh Napier                 | Penrhyn Castle                | betriebsfähig                                              |
| 920      | 1906    | Pamela                      | Old Kiln Light Railway        | wird derzeit restauriert                                   |
| 921      | 1906    | Sybil Mary                  | Statfold Barn Railway         | betriebsfähig                                              |
| 994      | 1909    | George Sholto (Bill Harvey) | Bressingham Steam and Gardens | betriebsfähig                                              |
| 995      | 1909    | Gertrude                    | Statfold Barn Railway         | Rückkauf vom Ontario Science Centre, Kessel aufgeschnitten |
| 996      | 1909    | Edward Sholto               | Moseley Railway Trust         | aus den USA reimportiert, betriebsfähig                    |
| 1101     | 1912    | Betty                       |                               | 1949 verschrottet                                          |